# (1911) Schubart
(1911) Schubart ist ein Asteroid des Hauptgürtels, der am 25. Oktober 1973 vom Schweizer Astronomen Paul Wild, vom Observatorium Zimmerwald der Universität Bern aus, entdeckt wurde.
Der Asteroid wurde am 20. Februar 1976 nach dem deutschen Astronomen Joachim Schubart benannt.